# Karl Fischer (químic)
Karl Albert Otto Franz Fischer (24 de març de 1901 a Pasing/Múnic – 16 d'abril de 1958 a Múnic) va ser un químic alemany.

## Vida i treball
Nascut a Baviera, Fischer va dedicar la seva joventut a Leipzig i va estudiar química entre 1918 i 1924 a la Universitat de Leipzig, entre d'altres, amb Wilhelm Böttger. Va ser el 1925 amb el treball Untersuchungen über den Einfluß verschiedener Magnesiumoxydpräparate hinsichtlich ihrer Wirkung auf Vulkanisation und Eigenschaften des Kautschuks (Estudis sobre la influència de diversos preparats d'òxid de magnesi en termes del seu efecte sobre la vulcanització i les propietats del cautxú) per al seu doctorat. Després va romandre fins al 1927 com a assistent universitari de Böttgers a Leipzig, on també es va casar. Després va treballar en la indústria petroquímica industrial. A Edeleanu GmbH va treballar primer a Berlín, després a diversos llocs avançats. El 1936 es va convertir en cap del laboratori central de la companyia. El 1945 va anar a la Universitat de Maryland com a professor de petroquímica, però va tornar a Alemanya el 1950 i es va fer càrrec de director i cap de químics del laboratori central de la DEA a Hamburg-Wilhelmsburg.
Pocs anys més tard va patir un infart de miocardi durant un vol, però va sobreviure. Va morir d'un segon atac cardíac al seu apartament el 1958. La seva herència es troba al Departament de Química de la Universitat d'Hamburg i ha de ser processada científicament.
Es va conèixer principalment a través del mètode de titulació desenvolupat per ell el 1935 per determinar el contingut d'aigua en líquids i sòlids. Ho va publicar a la revista Angewandte Chemie, la primera monografia sobre el procediment no va aparèixer fins al 1953. La Valoració de Karl-Fischer encara s'utilitza avui en laboratoris analítics i és el mètode estàndard legal en gairebé totes les farmacopees de tot el món.